# エラマーン・ヴィーメイネン
「エラマーン・ヴィーメイネン」(Erämaan Viimeinen) は、ナイトウィッシュがアルバム『ダーク・パッション・プレイ』で発表した楽曲「ラスト・オブ・ザ・ワイルズ」に歌詞をつけてシングルとして発表した歌。フィンランド語で歌われており、スウェーデン人のアネット・オルゾンの代わりにインディカのボーカリストであるフィンランド人のヨンスーが歌っている。
フィンランドのチャートでトップとなった。

## トラック・リスト
1. Erämaan Viimeinen
2. Erämaan Viimeinen (instrumental)

## 演奏者
- ツォーマス・ホロパイネン - キーボード
- エンプ・ヴオリネン - ギター
- ユッカ・ネヴァライネン - ドラムス
- マルコ・ヒエタラ - ベース、歌
- ヨンスー - 歌